# Judith Light
Judith Ellen Light (Trenton, 9 febbraio 1949) è un'attrice e attivista statunitense.

## Biografia
Nacque a Trenton, New Jersey, figlia di Pearl Sue (nata Hollander), una modella, e Sidney Light, un revisore contabile. Si diplomò nel 1966 alla St. Mary's Hall, adesso Doane Academy, a Burlington, sempre nel New Jersey. Dopo essersi laureata alla Carnegie-Mellon University in recitazione, cominciò la sua carriera teatrale, debuttando nella rappresentazione Riccardo III al California Shakespeare Festival nel 1970, prima di spostarsi a Broadway per recitare in Casa di bambola nel 1975. L'attrice lavorò anche per la Milwaukee Repertory Theater a Milwaukee, nel Wisconsin.
L'esordio come attrice negli schermi arriva a 27 anni, in una puntata della serie tv a sfondo giallo Kojak (1977), solo due anni dopo verrà scelta per il suo primo ruolo rilevante che le garantirà popolarità e successi come attrice. Nel 1979 entra infatti nel cast della soap storica della ABC Una vita da vivere, nel ruolo di Karen Wolack, ruolo che le varrà ben due Emmy Awards come miglior attrice protagonista e due Soap Opera Digest Awards (o Soapy Awards) sempre come miglior attrice. Interpreta il ruolo fino al 1983, anno in cui firma un contratto come protagonista nei panni di Angela Bower nella sitcom Casalingo Superpiù, andata in onda con successo fino al 1992, al fianco del protagonista maschile Tony Danza. La serie, tra le più amate in patria, resta il suo ruolo più importante a livello internazionale.
Negli anni ha poi continuato a lavorare sodo dividendosi spesso tra cinema e tv, sul grande schermo è ricordata in Sotto lo stesso tetto (1996), film che al vede protagonista assoluta, ed in Insieme verso il domani (1997), dove ha affiancato Christopher Reeve. Nel 2000 è stata scelta dalla DreamWorks come doppiatrice di un personaggio nel film d'animazione Giuseppe - Il re dei sogni, film che tra gli altri doppiatori vede gli attori Ben Affleck e Mark Hamill.
La grande notorietà internazionale ritorna nel nuovo millennio: nel 2002 entra infatti nel cast di Law & Order - Unità vittime speciali, nella parte del Giudice Elizabeth Donnelly, ruolo ricoperto dalla terza alla dodicesima stagione, fino al 2010; contemporaneamente è stata tra i protagonista di un'altra celebre serie, Ugly Betty, nel ruolo di Claire Meade, anch'esso ricoperto sino al 2010. Grazie a questa parte nel 2007 è stata in nomination nuovamente per un Emmy Awards. Tra il 2013 e il 2014 si unisce con un ruolo fisso al sequel della celebre serie cult Dallas, che riporta il nome omonimo. Nella serie è la perfida e astuta Judith Ryland, madre di Harris Ryland (interpretato da Mitch Pileggi). Dal 2019 partecipa alla serie The Politician, distribuita da Netflix, nel ruolo della senatrice Dede Standish dello stato di New York.

## Vita privata
È una attivista per i diritti degli omosessuali e aiutò il collega attore di Casalingo Superpiù Danny Pintauro a fare coming out. Ha quindi lavorato a favore delle organizzazioni LGBT. Fa parte della Matthew Shepard Foundation e nel 1993 parlò al pubblico in occasione della Marcia su Washington. Dal 1998, la libreria costruita per la Los Angeles Gay and Lesbian Center, reca il nome dell'attrice, proprio in suo onore.
È anche un'attivista per l'AIDS e recitò la parte della madre di Ryan White nel film per la televisione del 1989 sulla sua vita. Fa parte anche della Point Foundation, un'altra organizzazione LGBT. Nel 2019 ha ricevuto uno speciale Tony Award per celebrare il suo attivismo per i diritti LGBT e la lotta contro l'HIV/AIDS.
Light è ebrea ed è sposata dal 1985 con Robert Desiderio, che conobbe sul set di One Life to Live. Non hanno avuto figli.

## Filmografia

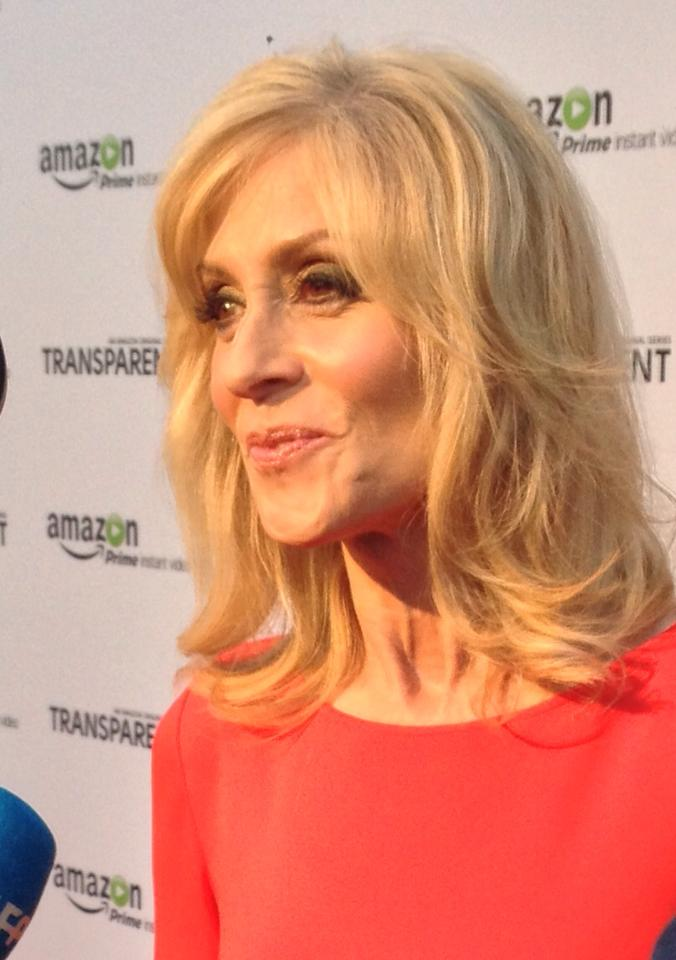
Judith Light nel 2015

### Cinema
- Insieme verso il domani, regia di Deborah Reinisch (1996)
- Iria & Abbey, regia di Robert Cary (2006)
- A Broken Sole, regia di Antony Marsellis (2006)
- Save Me - Salvami (Save Me), regia di Robert Cary (2007)
- Rhymes with Banana, regia di Peter Hutchings e Joseph Muszynski (2014)
- Scrooge & Marley, regia di Richard Knight Jr e Peter Neville (2014)
- Last Wekkend, regia di Tom Dolby (2014)
- Un tranquillo weekend di mistero (Digging for Fire), regia di Joe Swanberg (2015)
- Tick, Tick... Boom!, regia di Lin-Manuel Miranda (2021)
- The Menu, regia di Mark Mylod (2022)
- Basso profilo (Down Low), regia di Rightor Doyle (2023)

### Televisione
- Kojak – serie TV, 1 episodio (1977)
- Una vita da vivere (One Life to Live) – serie TV, 48 episodi (1977-1983)
- A cuore aperto (St. Elsewhere) – serie TV, 1 episodio (1983)
- Casa Keaton (Family Ties) – serie TV, 1 episodio (1983)
- Intimate Agony, regia di Paul Wendkos – film TV (1983)
- Mississippi (The Mississippi) – serie TV, 1 episodio (1984)
- Mai dire sì (Remington Steele) – serie TV, 1 episodio (1984)
- You Are the Jury – serie TV, 1 episodio (1984)
- Casalingo Superpiù (Who's the Boss?) – serie TV, 196 episodi (1984-1992)
- Stamp of a Killer, regia di Larry Elikann – film TV (1987)
- Il tempo di vivere (The Ryan White Story), regia di John Herzfeld – film TV (1989)
- My Boyfriend's Back, regia di Paul Schneider – film TV (1989)
- In difesa di un amore (In Defense of a Married Man), regia di Joel Oliansky – film TV (1990)
- Vita strappata (Wife, Mother, Murderer), regia di Mel Damski – film TV (1990)
- Non parliamo di uomini (Men Don't Tell), regia di Harry Winer – film TV (1993)
- Phenom – serie TV, 22 episodi (1993-1994)
- Rivelazione morbosa (Betrayal of Trust), regia di George Kaczender – film TV (1994)
- Il carcere dell'ingiustizia (Against Their Will), regia di Karen Arthur – film TV (1994)
- Amore ferito (Lady Killer), regia di Steven Schachter – film TV (1995)
- Sotto lo stesso tetto (A Husband, a Wife and a Lover), regia di Ted Kotcheff – film TV (1996)
- L'assassino è alla porta (Murder at My Door), regia di Eric Till – film TV (1996)
- Too Close to Home, regia di Bill Corcoran – film TV (1997)
- Un nemico nell'ombra (Carriers), regia di Alan Metzger – film TV (1998)
- The Simple Life – serie TV, 7 episodi (1998)
- Born in Brooklyn, regia di John Fortenberry – film TV (2001)
- Spin City – serie TV, 1 episodio (2002)
- The Stones – serie TV, 6 episodi (2004)
- Law & Order - Unità vittime speciali (Law & Order: Special Victims Unit) – serie TV, 25 episodi (2002-2010)
- Twenty Good Years – serie TV, 3 episodi (2006-2008)
- Ugly Betty – serie TV, 61 episodi (2006-2010)
- Dallas – serie TV, 18 episodi (2013-2014)
- Aiutami Hope! (Raising Hope) – serie TV, 1 episodio (2014)
- Transparent – serie TV, 40 episodi (2014-2019)
- Doubt - L'arte del dubbio (Doubt) – serie TV, 8 episodi (2017)
- The Good Fight – serie TV, 1 episodio (2018)
- American Crime Story – serie TV, 5 episodi (2018-2021)
- The Politician – serie TV, 8 episodi (2019-2020)
- Manhunt: Deadly Games – serie TV, 5 episodi (2020)
- Julia – serie TV, 5 episodi (2022)
- American Horror Stories – serie TV, 1 episodio (2022)
- Before – serie TV (2024)

### Doppiatrice
- Duckman – serie TV, 3 episodi (1996-1997)
- Mucca e Pollo – serie TV, 1 episodio (1997)
- The American Experience – serie TV, 1 episodio (2000)
- Giuseppe - Il re dei sogni, regia di Rob LaDuca e Robert C. Ramirez (2000)

## Teatro (parziale)
- Casa di bambola, di Henrik Ibsen, regia di Tormod Skagestad. Vivian Beaumont Theatre di Broadway (1975)
- Misura per misura, di William Shakespeare, regia di John Pasquin. Delacorte Theater dell'Off-Broadway (1976)
- Wit, di Margaret Edson, regia di Derek Anson Jones. Union Square Theatre dell'Off-Broadway (1999)
- Hedda Gabler, di Henrik Ibsen, regia di Michael Kahn. Lansburgh Theatre di Washington (2001)
- Company, libretto di George Furth, colonna sonora di Stephen Sondheim, regia di David Lee. Freud Playhouse di Los Angeles (2004)
- Other Desert Cities, di Jon Robin Baitz, regia di Joe Mantello. Booth Theatre di Broadway (2011)
- Thérèse Raquin, da Émile Zola, regia di Evan Cabnet. Studio 54 di Broadway (2015)

## Riconoscimenti
- Golden Globe
  - 2016 – Candidatura alla miglior attrice non protagonista in una serie per Transparent
- Daytime Emmy Award
  - 1980 – Miglior attrice protagonista in una serie drammatica per Una vita da vivere
  - 1981 – Miglior attrice protagonista in una serie drammatica per Una vita da vivere
- Emmy Awards
  - 2007 – Candidatura alla miglior attrice guest star in una serie commedia per Ugly Betty
  - 2017 – Candidatura alla miglior attrice non protagonista in una serie commedia per Transparent
  - 2018 – Candidatura alla miglior attrice non protagonista in una serie commedia per Transparent
  - 2019 – Candidatura alla miglior attrice non protagonista in una miniserie o film TV per L'assassinio di Gianni Versace
  - 2024 – Miglior guest star in una serie commedia per Poker Face

- Tony Awards
  - 2011 – Candidatura alla miglior attrice non protagonista in un'opera teatrale per Lombardi
  - 2012 – Miglior attrice non protagonista in un'opera teatrale per Other Desert Cities
  - 2013 – Miglior attrice non protagonista in un'opera teatrale per The Assembled Party
  - 2019 – Premio alla carriera

- Soap Opera Digest Awards
  - 1979 – Miglior attrice per Una vita da vivere
  - 1980 – Miglior attrice per Una vita da vivere

- Screen Actors Guild Awards
  - 2008 – Candidatura al cast in una serie commedia per Ugly Betty

- Critics Choice Television Awards
  - 2015 – Candidatura alla miglior attrice non protagonista in una serie comica per Transparent

## Doppiatrici italiane
Nelle versioni in italiano dei suoi lavori, Judith Light è stata doppiata da:
- Fabrizia Castagnoli in Law & Order - Unità vittime speciali, Before
- Anna Rita Pasanisi in Doubt - L'arte del dubbio, American Horror Stories
- Melina Martello in American Crime Story: L'assassinio di Gianni Versace, The Menu
- Stefania Romagnoli in The Politician, Tick, Tick... Boom!
- Ludovica Modugno in Ugly Betty
- Lorenza Biella in Casalingo Superpiù
- Alba Cardilli in Una vita da vivere
- Paila Pavese ne Il carcere dell'ingiustizia
- Isabella Pasanisi in Casa Keaton
- Ada Maria Serra Zanetti in Phenom
- Rosalba Bongiovanni in Transparent
- Cinzia De Carolis in The Good Fight
- Antonella Alessandro in American Crime Story: Impeachment

Nei prodotti nei quali ha partecipato come doppiatrice, in italiano è stata sostituita da:
- Gabriella Borri in Giuseppe - Il re dei sogni